# Acarozumia matthewsi
Acarozumia matthewsi är en stekelart som beskrevs av Borsato 1994. Acarozumia matthewsi ingår i släktet Acarozumia och familjen Eumenidae. Inga underarter finns listade i Catalogue of Life.